# ディンウィディ郡 (バージニア州)
ディンウィディ郡（英: Dinwiddie County）は、アメリカ合衆国バージニア州の中央部南東に位置する郡である。2010年国勢調査での人口は28,001人であり、2000年の24,533人から14.1%増加した。郡庁所在地は未編入の町であるディンウィディであり、同郡で唯一の法人化町はマッキニー町（人口483人）である。

## 歴史

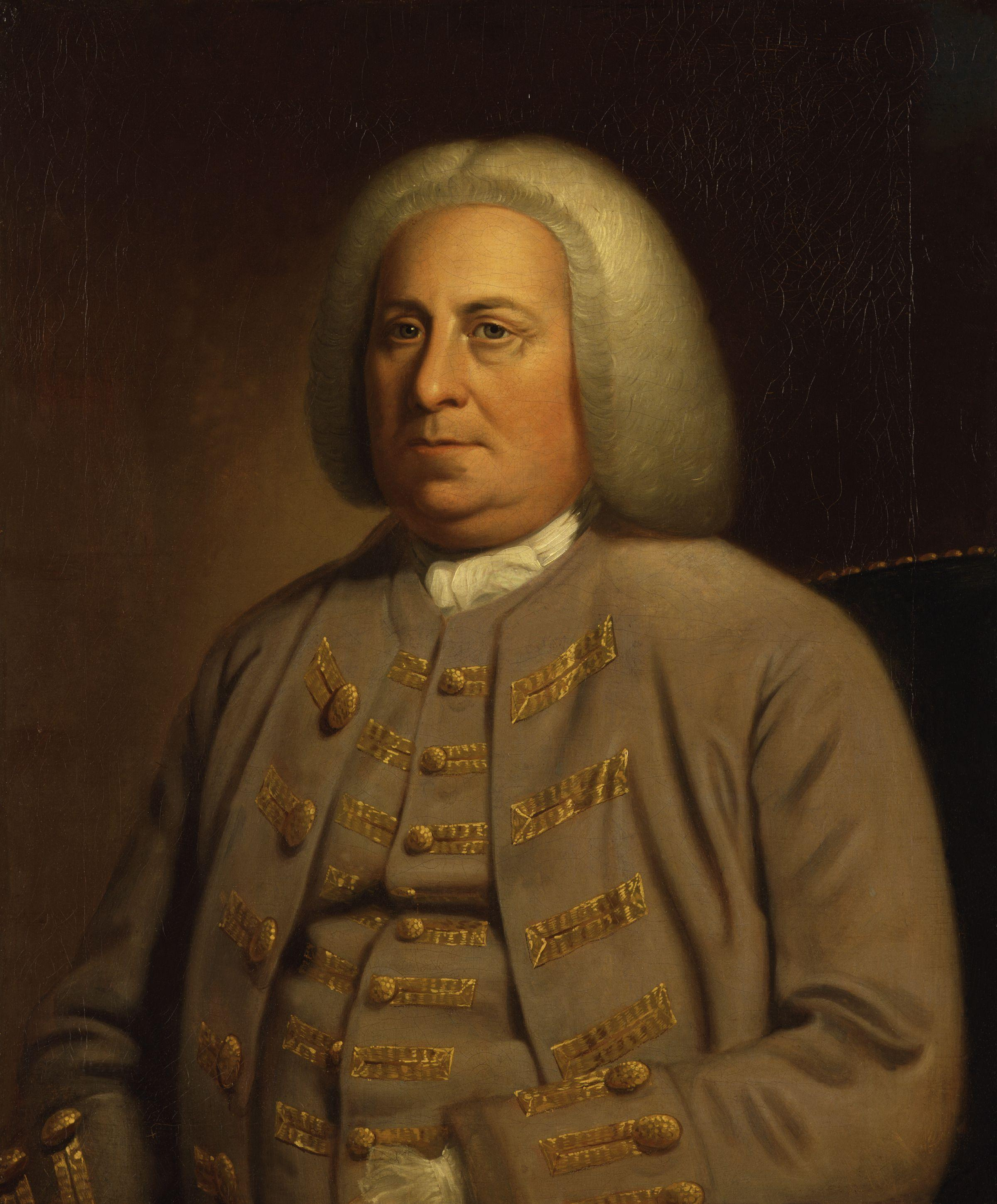
ロバート・ディンウィディ

ディンウィディ郡となった地域の初期住人は、紀元前8000年以前のパレオ・インディアンだった。動物を追って移動する狩猟採集民族だったと考えられている。郡内の様々な場所で昔の石器が見つかっている。ヨーロッパ人が地域に入ってきたときは、インディアンが領土にしていた。
ディンウィディ郡は1752年5月1日に、プリンスジョージ郡から分離して設立された。郡名は、1751年から1758年までバージニア植民地副総督を務めたロバート・ディンウィディに因んで名付けられた。アメリカ独立戦争のときには、郡から数個の民兵隊が立ち上げられた。
ディンウィディ郡では、自由黒人の裁縫師エリザベス・バーウェル・ホッブス・ケックリーが生まれた。バーウェルは、ジェファーソン・デイヴィス夫人とメアリー・トッド・リンカーンという2人の大統領夫人のために働いた。トマス・デイもディンウィディ郡出身である。デイはノースカロライナ州ミルトンで、自由黒人の指物師として知られた。その他に、18世紀アメリカの田園部で初の自由黒人医師として知られたトマス・スチュワートもいた。
南北戦争の間の1865年3月29日、クエーカー道路沿いでルイス農園の戦いが起きた。これは北軍のユリシーズ・グラント将軍が南軍ロバート・E・リー将軍の最後の補給線であるサウスサイド鉄道を遮断しようとした数回の試みの最初のものだった。ジョシュア・チェンバレン准将の率いた北軍部隊が、ブッシュロッド・R・ジョンソン少将の率いた南軍部隊と戦った。激闘の後で北軍は近くのボイドトン・プランク道路沿いに塹壕を掘って入り、ジョンソン隊はホワイトオーク道路の戦線に後退した。4日後の4月1日に起きたファイブフォークスの戦いで北軍はファイブフォークスを占領し、鉄道を遮断した。その他にもホワイトオーク道路の戦い、ディンウィディ・コートハウスの戦い、サザランド・ステーションの戦いなど郡内で幾つかの戦闘が起きた。
ディンウィディ郡歴史協会が歴史あるディンウィディ郡庁舎に入っている。

## 地理
アメリカ合衆国国勢調査局に拠れば、郡域全面積は507平方マイル (1,313.1 km2)であり、このうち陸地504平方マイル (1,305.4 km2)、水域は3平方マイル (7.8 km2)で水域率は0.65%である。ディンウィディ郡の東にはリー砦、西にはピケット砦と、アメリカ陸軍の砦に挟まれている。

### 主要高規格道路
- 州間高速道路85号線
- アメリカ国道1号線
- アメリカ国道460号線
- バージニア州道40号線
- バージニア州道142号線
- バージニア州道226号線

### 隣接する郡と独立市
- チェスターフィールド郡 - 北
- ピーターズバーグ市 - 北東
- プリンスジョージ郡 - 東
- サセックス郡 - 南東
- グリーンズビル郡 - 南
- ブランズウィック郡 - 南西
- ノットウェイ郡 - 西
- アメリア郡 - 北西

### 国立保護地域
- ピーターズバーグ国立戦場跡公園（部分）

## 人口動態
以下は2000年国勢調査による人口統計データである。
| 基礎データ - 人口: 24,533人 - 世帯数: 9,107 世帯 - 家族数: 6,720 家族 - 人口密度: 19人/km2（49人/mi2） - 住居数: 9,707軒 - 住居密度: 7軒/km2（19軒/mi2） 人種別人口構成 - 白人: 64.55% - アフリカン・アメリカン: 33.66% - ネイティブ・アメリカン: 0.22% - アジア人: 0.31% - 太平洋諸島系: 0.04% - その他の人種: 0.40% - 混血: 0.82% - ヒスパニック・ラテン系: 0.97% 年齢別人口構成 - 18歳未満: 24.0% - 18-24歳: 6.7% - 25-44歳: 30.9% - 45-64歳: 26.2% - 65歳以上: 12.2% - 年齢の中央値: 38歳 - 性比（女性100人あたり男性の人口） - 総人口: 98.8 - 18歳以上: 96.0 | 世帯と家族（対世帯数） - 18歳未満の子供がいる: 32.1% - 結婚・同居している夫婦: 54.8% - 未婚・離婚・死別女性が世帯主: 13.9% - 非家族世帯: 26.2% - 単身世帯: 22.2% - 65歳以上の老人1人暮らし: 8.5% - 平均構成人数 - 世帯: 2.58人 - 家族: 3.01人 収入と家計 - 収入の中央値 - 世帯: 41,582米ドル - 家族: 47,961米ドル - 性別 - 男性: 32,860米ドル - 女性: 24,346米ドル - 人口1人あたり収入: 19,122米ドル - 貧困線以下 - 対人口: 9.3% - 対家族数: 6.6% - 18歳未満: 11.6% - 65歳以上: 12.6% |

## 町
アメリカ合衆国商務省経済分析局は統計上の目的で、独立市であるピーターズバーグ市とコロニアルハイツ市とをディンウィディ郡を1つにしている。
- マッキニー

### 未編入の町
| - アモン - カーソン - チャーチロード | - デウィット - ディンウィディ - 郡庁所在地 - エッジヒル（ピーターズバーグ市内） | - フォード - サザランド - ウィルソンズ |

## 南北戦争の戦闘
- ペブル農園の戦い
- ルイス農園の戦い
- ディンウィディコートハウスの戦い
- ホワイトオーク道路の戦い
- ファイブフォークスの戦い
- サザランド・ステーションの戦い